# Argia limitata
Argia limitata är en trollsländeart som beskrevs av Luisa Eugenia Navas 1924. Argia limitata ingår i släktet Argia och familjen dammflicksländor. IUCN kategoriserar arten globalt som otillräckligt studerad. Inga underarter finns listade i Catalogue of Life.